# 35367 Dobrédílo
35367 Dobrédílo è un asteroide della fascia principale. Scoperto nel 1997, presenta un'orbita caratterizzata da un semiasse maggiore pari a 2,3933423 au e da un'eccentricità di 0,2290415, inclinata di 0,73412° rispetto all'eclittica.